# Pericalymma crassipes
Pericalymma crassipes là một loài thực vật có hoa trong Họ Đào kim nương. Loài này được (Lehm.) Schauer mô tả khoa học đầu tiên năm 1844.